# Sint-Willibrorduskerk (Demen)
De Sint-Willibrorduskerk is een rooms-katholieke kerk in de Nederlandse plaats Demen. De kerk is gewijd aan Willibrord.
De huidige Sint-Willibrorduskerk is gebouwd in de jaren 1857-1858 naar ontwerp van Pierre Cuypers. Als patroonheilige werd dezelfde aangehouden als van de oude kerk, die onder sterke invloed stond van de abdij van Echternach die in 698 was gesticht door Willibrord. De toren van de oude kerk werd wel behouden en deze heeft nog delen uit de 15e eeuw. Na de bouw van de nieuwe kerk is de toren gerestaureerd en een extra geleding aan de kerk toegevoegd. Deze was in slechte staat en de angst was dat deze om zou vallen. Vooraf was de wens vanuit de parochie om de toren te laten staan los van de kerk te laten staan, maar bij deze variant werd verwacht dat de toren te instabiel worden. Daarop is de toren in 1890 weer aan de kerk verbonden.
Het schip is opgezet als een neogotische zaalkerk. In de zijgevels zijn spitsboogvensters met glas in lood aangebracht, die worden afgewisseld met steunberen. De glas-in-loodramen zijn vermoedelijk van glazenier Frans Nicolas. Aan de noordzijde van de kerk is een kleine privébegraafplaats aangelegd voor de familie van den Bergh, die de kerk ook meefinancierde. In 1941 werd buiten de kerk een Heilig Hartbeeld geplaatst als geschenk aan pastoor Simons van de inwoners van Demen en Dieden. In de kerk staat een orgel gemaakt door Franciscus Cornelius Smits, die gemaakt was in 1845-1848 en meeverhuisd is vanuit de oude kerk. 
De kerk is in 1965 aangewezen als rijksmonument. Daarnaast zijn een aantal onderdelen van de privébegraafplaats als zelfstandige rijksmonumenten benoemd.

## Galerij

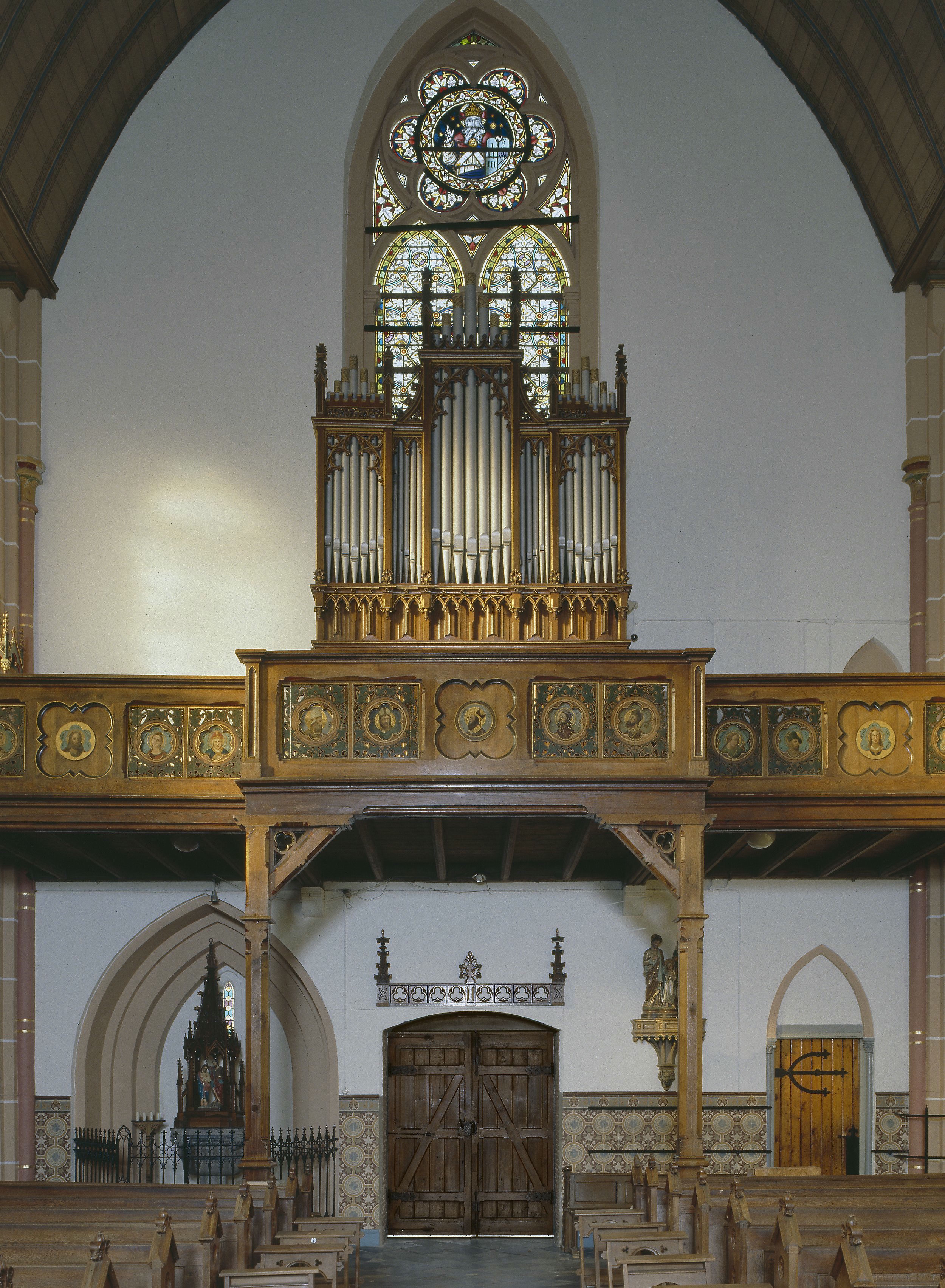
Interieur met orgel en glas in lood
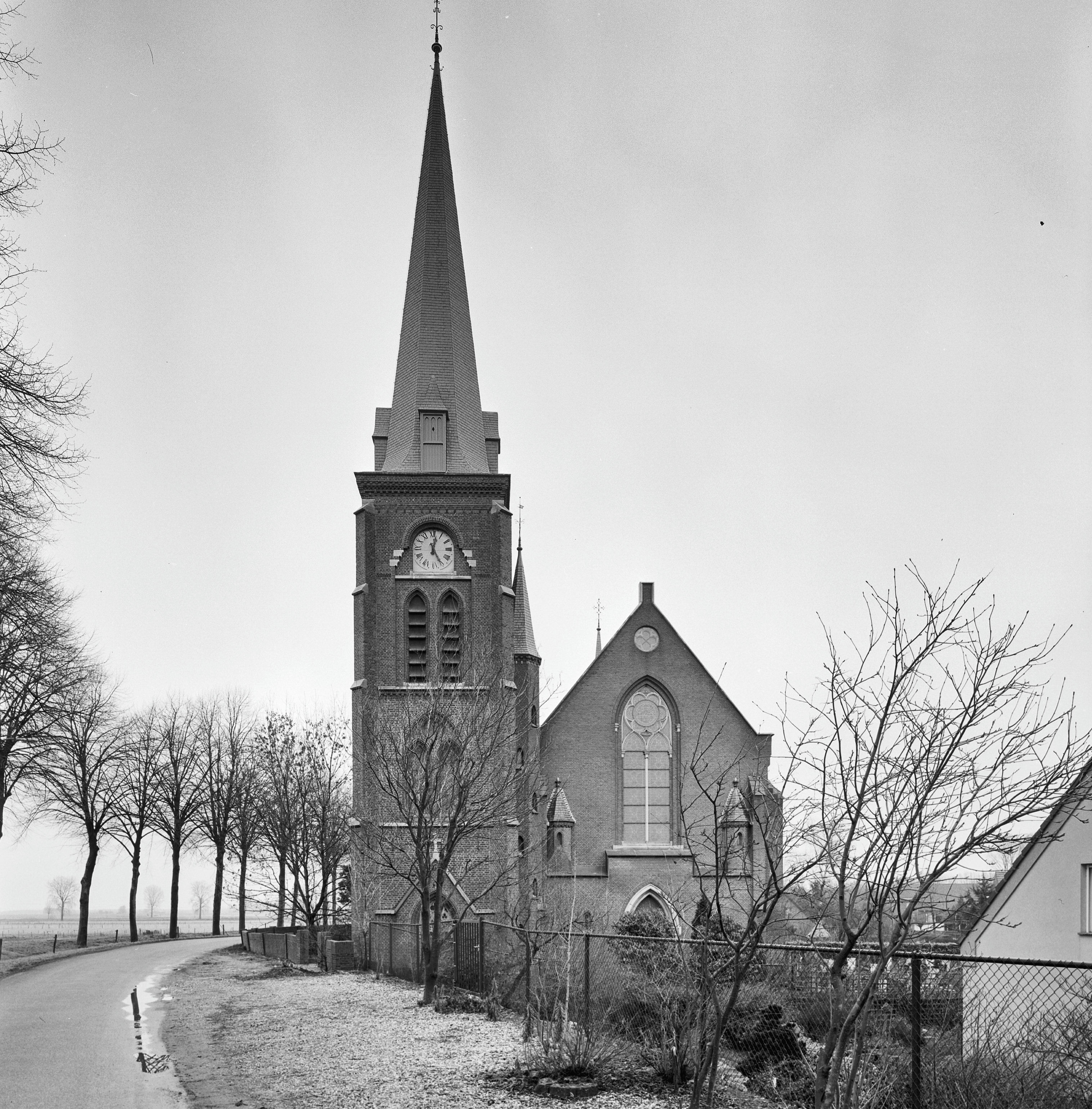
Aanzicht in 1997
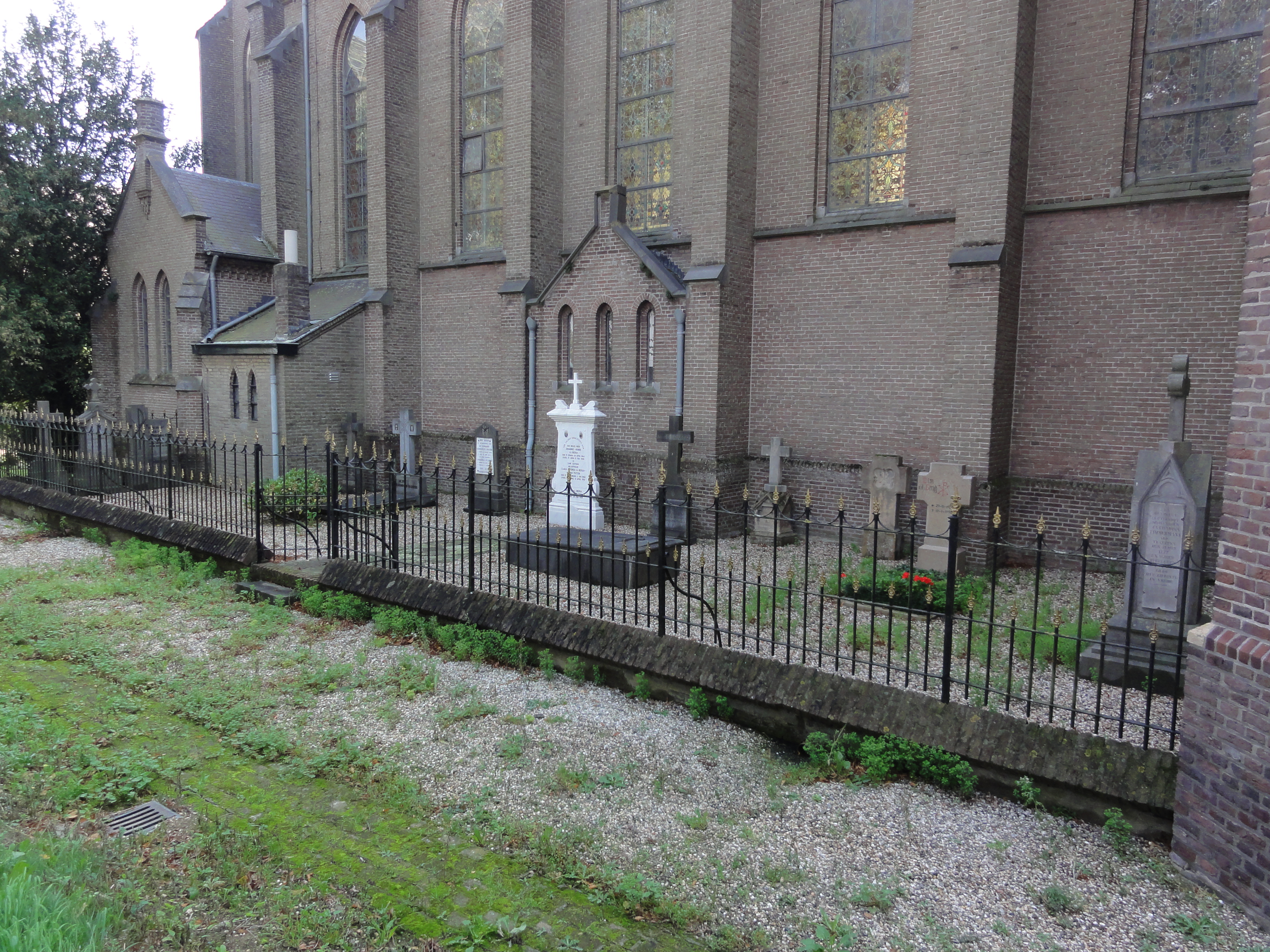
Privékerkhof van familie van den Bergh
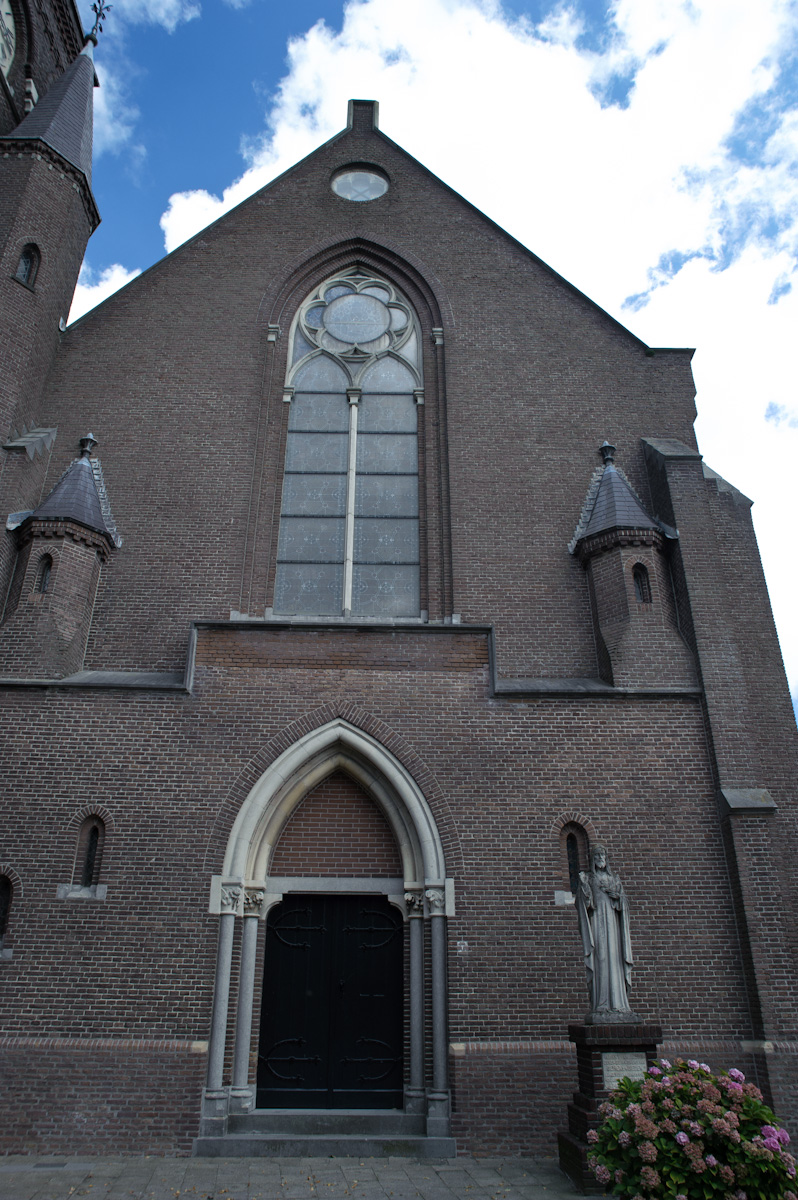
Aanzicht met het Heilig Hartbeeld